# Seznam rodů čeledi lipnicovitých
Seznam rodů čeledi lipnicovitých (Poaceae) podle 
- Acamptoclados
- Achlaena
- Achnatherum
- Aciachne
- Acidosasa
- Acostia
- Acrachne
- Acritochaete
- Acroceras
- Actinocladum
- Aegilops
- Aegopogon
- Aeluropus
- Afrotrichloris
- Agenium
- Agnesia
- Agropyron
- Agropyropsis
- Agrostis
- Aira
- Airopsis
- Alexfloydia
- Alloeochaete
- Allolepis
- Alloteropsis
- Alopecurus
- Alvimia
- Amblyopyrum
- Ammochloa
- Ammophila
- Ampelodesmos
- Amphibromus
- Amphicarpum
- Amphipogon
- Anadelphia
- Anadelphia
- Ancistrachne
- Ancistragrostis
- Andropogon
- Andropterum
- Anemanthele
- Aniselytron
- Anisopogon
- Anomochloa
- Anthaenantiopsis
- Anthenantia
- Anthephora
- Anthochloa
- Anthoxanthum
- Antinoria
- Apera
- Aphanelytrum
- Apluda
- Apochiton
- Apoclada
- Apocopis
- Arberella
- Arctagrostis
- Arctophila
- Aristida
- Arrhenatherum
- Arthragrostis
- Arthraxon
- Arthropogon
- Arthrostylidium
- Arundinaria
- Arundinella
- Arundo
- Arundoclaytonia
- Asthenochloa
- Astrebla
- Athroostachys
- Atractantha
- Aulonemia
- Australopyrum
- Austrochloris
- Austrodanthonia
- Austrofestuca
- Austrostipa
- Avellinia
- Avena
- Axonopus
- Bambusa
- Baptorhachis
- Bealia
- Beckeropsis
- Beckmannia
- Bellardiochloa
- Bewsia
- Bhidea
- Blepharidachne
- Blepharoneuron
- Boissiera
- Boivinella
- Borinda
- Bothriochloa
- Bouteloua
- Brachiaria
- Brachyachne
- Brachychloa
- Brachyelytrum
- Brachypodium
- Briza
- Bromuniola
- Bromus
- Brylkinia
- Buchloë
- Buchlomimus
- Buergersiochloa
- Calamagrostis
- Calamovilfa
- Calderonella
- Calosteca
- Calyptochloa
- Camusiella
- Capillipedium
- Castellia
- Catabrosa
- Catabrosella
- Catalepis
- Catapodium
- Cathestechum
- Cenchrus
- Centotheca
- Centrochloa
- Centropodia
- Cephalostachyum
- Chaboissaea
- Chaetium
- Chaetobromus
- Chaetopoa
- Chaetopogon
- Chaetostichium
- Chamaeraphis
- Chandrasekharania
- Chasechloa
- Chasmanthium
- Chasmopodium
- Chevalierella
- Chikusichloa
- Chimonobambusa
- Chionachne
- Chionochloa
- Chloachne
- Chloris
- Chlorocalymma
- Chrysochloa
- Chrysopogon
- Chumsriella
- Chusquea
- Cinna
- Cladoraphis
- Clausospicula
- Cleistachne
- Cleistochloa
- Cliffordiochloa
- Cockaynea
- Coelachne
- Coelachyropsis
- Coelachyrum
- Coelorachis
- Coix
- Colanthelia
- Coleanthus
- Colpodium
- Commelinidium
- Cornucopiae
- Cortaderia
- Corynephorus
- Cottea
- Craspedorhachis
- Crinipes
- Crithopsis
- Crypsis
- Cryptochloa
- Ctenium
- Ctenopsis
- Cutandia
- Cyathopus
- Cyclostachya
- Cymbopogon
- Cymbosetaria
- Cynodon
- Cynosurus
- Cyperochloa
- Cyphochlaena
- Cypholepis
- Cyrtococcum
- Dactylis
- Dactyloctenium
- Daknopholis
- Dallwatsonia
- Danthonia
- Danthoniastrum
- Danthonidium
- Danthoniopsis
- Dasyochloa
- Dasypoa
- Dasypyrum
- Davidsea
- Decaryella
- Decaryochloa
- Dendrocalamus
- Dendrochloa
- Deschampsia
- Desmazeria
- Desmostachya
- Deyeuxia
- Diandrochloa
- Diandrolyra
- Diandrostachya
- Diarrhena
- Dichaetaria
- Dichanthelium
- Dichanthium
- Dichelachne
- Diectomis
- Dielsiochloa
- Digastrium
- Digitaria
- Digitariopsis
- Dignathia
- Diheteropogon
- Dilophotriche
- Dimeria
- Dimorphochloa
- Dinebra
- Dinochloa
- Diplachne
- Diplopogon
- Dissanthelium
- Dissochondrus
- Distichlis
- Drake-Brockmania
- Dregeochloa
- Dryopoa
- Dupontia
- Duthiea
- Dybowskia
- Eccoilopus
- Eccoptocarpha
- Echinaria
- Echinochloa
- Echinolaena
- Echinopogon
- Ectrosia
- Ectrosiopsis
- Ehrharta
- Ekmanochloa
- Eleusine
- Elionurus
- Elymandra
- Elymus
- Elytrigia
- Elytrophorus
- Elytrostachys
- Enneapogon
- Enteropogon
- Entolasia
- Entoplocamia
- Eragrostiella
- Eragrostis
- Eremium
- Eremochloa
- Eremopoa
- Eremopogon
- Eremopyrum
- Eriachne
- Erianthecium
- Erianthus
- Eriochloa
- Eriochrysis
- Erioneuron
- Euchlaena
- Euclasta
- Eulalia
- Eulaliopsis
- Eustachys
- Euthryptochloa
- Exotheca
- Fargesia
- Farrago
- Fasciculochloa
- Festuca
- Festucella
- Festucopsis
- Fingerhuthia
- Froesiochloa
- Garnotia
- Gastridium
- Gaudinia
- Gaudiniopsis
- Germainia
- Gerritea
- Gigantochloa
- Gilgiochloa
- Glaziophyton
- Glyceria
- Glyphochloa
- Gouinia
- Gouldochloa
- Graphephorum
- Greslania
- Griffithsochloa
- Guaduella
- Gymnachne
- Gymnopogon
- Gynerium
- Habrochloa
- Hackelochloa
- Hainardia
- Hakonechloa
- Halopyrum
- Harpachne
- Harpochloa
- Helictotrichon
- Helleria
- Hemarthria
- Hemisorghum
- Henrardia
- Hesperostipa
- Heterachne
- Heteranthelium
- Heteranthoecia
- Heterocarpha
- Heteropholis
- Heteropogon
- Hickelia
- Hierochloë
- Hilaria
- Hitchcockella
- Holcolemma
- Holcus
- Homolepis
- Homopholis
- Homozeugos
- Hookerochloa
- Hordelymus
- Hordeum
- Hubbardia
- Hubbardochloa
- Humbertochloa
- Hyalopoa
- Hydrochloa
- Hydrothauma
- Hygrochloa
- Hygroryza
- Hylebates
- Hymenachne
- Hyparrhenia
- Hyperthelia
- Hypogynium
- Hypseochloa
- Hystrix
- Ichnanthus
- Imperata
- Indocalamus
- Indopoa
- Indosasa
- Isachne
- Isalus
- Ischaemum
- Ischnochloa
- Ischnurus
- Iseilema
- Ixophorus
- Jansenella
- Jardinea
- Jouvea
- Joycea
- Kampochloa
- Kaokochloa
- Karroochloa
- Kengia
- Kengyilia
- Kerriochloa
- Koeleria
- Lagurus
- Lamarckia
- Lamprothyrsus
- Lasiacis
- Lasiorhachis
- Lasiurus
- Lecomtella
- Leersia
- Lepargochloa
- Leptagrostis
- Leptaspis
- Leptocarydion
- Leptochloa
- Leptochlo‘psis
- Leptocoryphium
- Leptoloma
- Leptosaccharum
- Leptothrium
- Lepturella
- Lepturidium
- Lepturopetium
- Lepturus
- Leucophrys
- Leucopoa
- Leymus
- Libyella
- Limnas
- Limnodea
- Limnopoa
- Lindbergella
- Linkagrostis
- Lintonia
- Lithachne
- Littledalea
- Loliolum
- Lolium
- Lombardochloa
- Lophacme
- Lophatherum
- Lopholepis
- Lophopogon
- Lophopyrum
- Lorenzochloa
- Loudetia
- Loudetiopsis
- Louisiella
- Loxodera
- Luziola
- Lycochloa
- Lycurus
- Lygeum
- Maclurolyra
- Maillea
- Malacurus
- Maltebrunia
- Manisuris
- Megalachne
- Megaloprotachne
- Megastachya
- Melanocenchris
- Melica
- Melinis
- Melocalamus
- Melocanna
- Merostachys
- Merxmuellera
- Mesosetum
- Metasasa
- Metcalfia
- Mibora
- Micraira
- Microbriza
- Microcalamus
- Microchloa
- Microlaena
- Micropyropsis
- Micropyrum
- Microstegium
- Mildbraediochloa
- Milium
- Miscanthidium
- Miscanthus
- Mnesithea
- Mniochloa
- Molinia
- Monachather
- Monanthochloë
- Monelytrum
- Monium
- Monocladus
- Monocymbium
- Monodia
- Mosdenia
- Muhlenbergia
- Munroa
- Myriocladus
- Myriostachya
- Narduroides
- Nardus
- Narenga
- Nassella
- Nastus
- Neeragrostis
- Neesiochloa
- Nematopoa
- Neobouteloua
- Neohouzeaua
- Neostapfia
- Neostapfiella
- Nephelochloa
- Neurachne
- Neurolepis
- Neyraudia
- Notochloë
- Notodanthonia
- Ochlandra
- Ochthochloa
- Odontelytrum
- Odyssea
- Olmeca
- Olyra
- Ophiochloa
- Ophiuros
- Opizia
- Oplismenopsis
- Oplismenus
- Orcuttia
- Oreobambos
- Oreochloa
- Orinus
- Oropetium
- Ortachne
- Orthoclada
- Oryza
- Oryzidium
- Oryzopsis
- Otachyrium
- Otatea
- Ottochloa
- Oxychloris
- Oxyrhachis
- Oxytenanthera
- Panicum
- Pappophorum
- Parafestuca
- Parahyparrhenia
- Paraneurachne
- Parapholis
- Paratheria
- Parectenium
- Pariana
- Parodiolyra
- Pascopyrum
- Paspalidium
- Paspalum
- Pennisetum
- Pentameris
- Pentapogon
- Pentarrhaphis
- Pentaschistis
- Pereilema
- Periballia
- Peridictyon
- Perotis
- Perrierbambus
- Perulifera
- Petriella
- Peyritschia
- Phacelurus
- Phaenanthoecium
- Phaenosperma
- Phalaris
- Pharus
- Pheidochloa
- Phippsia
- Phleum
- Pholiurus
- Phragmites
- Phyllorhachis
- Phyllostachys
- Pilgerochloa
- Piptatherum
- Piptochaetium
- Piptophyllum
- Piresia
- Piresiella
- Plagiantha
- Plagiosetum
- Planichloa
- Plectrachne
- Pleiadelphia
- Pleuropogon
- Plinthanthesis
- Poa
- Pobeguinea
- Podophorus
- Poecilostachys
- Pogonachne
- Pogonarthria
- Pogonatherum
- Pogoneura
- Pogonochloa
- Pohlidium
- Poidium
- Polevansia
- Polliniopsis
- Polypogon
- Polytoca
- Polytrias
- Pommereulla
- Porteresia
- Potamophila
- Pringleochloa
- Prionanthium
- Prosphytochloa
- Psammagrostis
- Psammochloa
- Psathyrostachys
- Pseudanthistiria
- Pseudarrhenatherum
- Pseudechinolaena
- Pseudobromus
- Pseudochaetochloa
- Pseudocoix
- Pseudodanthonia
- Pseudodichanthium
- Pseudopentameris
- Pseudophleum
- Pseudopogonatherum
- Pseudoraphis
- Pseudoroegneria
- Pseudosasa
- Pseudosorghum
- Pseudostachyum
- Pseudovossia
- Pseudoxytenanthera
- Pseudozoysia
- Psilathera
- Psilolemma
- Psilurus
- Pterochloris
- Ptilagrostis
- Puccinellia
- Puelia
- Racemobambos
- Raddia
- Raddiella
- Ratzeburgia
- Redfieldia
- Reederochloa
- Rehia
- Reimarochloa
- Reitzia
- Relchela
- Rendlia
- Reynaudia
- Rhipidocladum
- Rhizocephalus
- Rhomboelytrum
- Rhynchelytrum
- Rhynchoryza
- Rhytachne
- Richardsiella
- Robynsiochloa
- Rottboellia
- Rytidosperma
- Saccharum
- Sacciolepis
- Sartidia
- Sasa
- Saugetia
- Schaffnerella
- Schedonnardus
- Schenckochloa
- Schismus
- Schizachne
- Schizachyrium
- Schizostachyum
- Schmidtia
- Schoenefeldia
- Sclerachne
- Sclerochloa
- Sclerodactylon
- Scleropogon
- Sclerostachya
- Scolochloa
- Scribneria
- Scrotochloa
- Scutachne
- Secale
- Sehima
- Semiarundinaria
- Sesleria
- Sesleriella
- Setaria
- Setariopsis
- Shibataea
- Silentvalleya
- Simplicia
- Sinarundinaria
- Sinobambusa
- Sinochasea
- Sitanion
- Snowdenia
- Soderstromia
- Sohnsia
- Sorghastrum
- Sorghum
- Spartina
- Spartochloa
- Spathia
- Sphaerobambos
- Sphaerocaryum
- Spheneria
- Sphenopholis
- Sphenopus
- Spinifex
- Spodiopogon
- Sporobolus
- Steinchisma
- Steirachne
- Stenotaphrum
- Stephanachne
- Stereochlaena
- Steyermarkochloa
- Stiburus
- Stilpnophleum
- Stipa
- Stipagrostis
- Streblochaete
- Streptochaeta
- Streptogyna
- Streptolophus
- Streptostachys
- Styppeiochloa
- Sucrea
- Suddia
- Swallenia
- Swallenochloa
- Symplectrodia
- Taeniatherum
- Taeniorhachis
- Tarigidia
- Tatianyx
- Teinostachyum
- Tetrachaete
- Tetrachne
- Tetrapogon
- Tetrarrhena
- Thamnocalamus
- Thaumastochloa
- Thelepogon
- Thellungia
- Themeda
- Thinopyrum
- Thrasya
- Thrasyopsis
- Thuarea
- Thyridachne
- Thyridolepis
- Thyrsia
- Thyrsostachys
- Thysanolaena
- Torreyochloa
- Tovarochloa
- Trachypogon
- Trachys
- Tragus
- Tribolium
- Tricholaena
- Trichoneura
- Trichopteryx
- Tridens
- Trikeraia
- Trilobachne
- Triniochloa
- Triodia
- Triplachne
- Triplasis
- Triplopogon
- Tripogon
- Tripsacum
- Triraphis
- Triscenia
- Trisetum
- Tristachya
- Triticum
- Tsvelevia
- Tuctoria
- Uniola
- Uranthoecium
- Urelytrum
- Urochloa
- Urochondra
- Vahlodea
- Vaseyochloa
- Ventenata
- Vetiveria
- Vietnamochloa
- Vietnamosasa
- Viguierella
- Vossia
- Vulpia
- Vulpiella
- Wangenheimia
- Whiteochloa
- Willkommia
- Xerochloa
- Yakirra
- Ystia
- Yushania
- Yvesia
- Zea
- Zenkeria
- Zeugites
- Zingeria
- Zizania
- Zizaniopsis
- Zonotriche
- Zoysia
- Zygochloa